# Мюріель Дразьєн
Мюріель Дразьєн (7 вересня 1938, Нью-Йорк — 14 квітня 2018, Рим) — американська дослідниця, психоаналітик французько-єврейського походження. Працювала спочатку в Парижі, а потім у Римі, була лаканіанкою та однією з трьох Триподів, які сприяли поширенню вчення Жака Лакана в Італії.

## Біографія
Народилася в Нью-Йорку від батьків середньоєвропейського походження ашкеназі. Освіту здобула в Колумбійському університеті. Дразьєн отримала стипендію Фулбрайта для вивчення медицини в Парижі. Там вона вивчала психоаналіз під керівництвом Жака Лакана та продовжувала працювати з багатьма французькими представниками його дисципліни, зокрема з Франсуазою Дольто, Мод Манноні, Мустафою Сафуаном. Вона була однією із засновників École Freudienne de Paris.
1973 року в «Листі Лакана до італійців» 1973 року була названа разом із Контрі та Вердільоне його послідовницею, тож невдовзі переїхала працювати до Риму, де підтримувала вчення Лакана.
У 1983 році вона заснувала Психоаналітичну асоціацію Cosa Freudiana, в якій також була головою.
У 2002 році спільно з Міністерством освіти Італії та кількома університетами та вона заснувала Laboratorio Freudiano, де вона була директором і викладачкою.
Про Мюріель Дразьєн згадують як про активну учасницю Міжнародної лаканівської асоціації.

## Праці
- Drazien, M. (2007) Couples: Coppie. Una storia psicanalitica: il nodo di Lacan, Carocci,ISBN 9788843040544
- Drazien, M. (2007) Nora fitted Jim like a glove: Nora calzava a Jim come un guanto. Escursione intorno al desiderio maschile e femminile, in Desiderio di uomo e desiderio di donna, Eds. M. Fiumanò, Roma, Carocci. ISBN 9788843043156
- Drazien, M. (2010) Joyce the love between symptom and sinthome: Joyce. L'amour entre symptôme et sinthome, in Dante Alighieri. Les effets inattendus de l'amour de la langue, La Célibataire, 21.
- Drazien, M. (2010) The Gaze of the World: Lo sguardo del mondo L'Osservatore Romano, 18 dec 2010. version online
- Drazien, M. (2012) Love of transfert: L'amore di transfert. La formazione di un'analiste, in Le mie sere con Lacan, Editori Internazionale Riuniti, ISBN 978-99-559-9088-8
- Drazien, M. (2013) Joyce and l’élangues: Joyce et l’élangues, in Une journée entière avec James Joyce, La Célibataire, 27.
- Drazien, M. (2016) Lacan reader of Joyce: Lacan lettore di Joyce, Portaparole, ISBN 978-8897539612
- Drazien, M. (2017) The crime of Rina Forte: Le crime de Rina Forte, in Il sapere che viene dai folli, Eds: N. Dissez, C. Fanelli, Roma, Derive Approdi. ISBN 9788865481837.
- Drazien, M. et al. (2004) Dictionary of Psychoanalysis Dizionario di Psicanalisi, Gremese, Roma 2004. ISBN 8884401704.